# Baillet-en-France
 Baillet-en-France  es una población y comuna francesa, situada en la región de Isla de Francia, departamento de Valle del Oise, en el distrito de Sarcelles y cantón de Viarmes.

## Demografía
| 437 | 451 | 1472 | 1495 | 1409 | 1710 |
| Para los censos de 1962 a 1999 la población legal corresponde a la población sin duplicidades (Fuente: INSEE [Consultar]) |     |      |      |      |      |